# بروکن هیل، نیو ساوت ولز
بروکن هیل شهری معدنی در شرق نیو ساوت ولز استرالیا است. بی‌اچ‌پی بیلیتون بزرگ‌ترین کمپانی معدن دنیاست که نام آن اشاره به نام این شهر و فعالیت‌های گذشته معدنی در آن دارد.
بروکن هیل در نزدیکی مرز ایالت استرالیای جنوبی و در تقاطع بزرگ‌راه بریر و بزرگ‌راه سیلور سیتی در حدوده بریر واقع شده است. ارتفاع شهر از سطح دریا ۳۱۵ متر می‌باشد و با میزان بارش ۲۳۵ میلی‌متر، دارای اقلیم گرم کویری است. نزدیک‌ترین شهر به آن مرکز ایالت استرالیای جنوبی، آدلاید است که از سمت جنوب شرقی ۵۰۰ کیلومتر با آن فاصله دارد.
بروکن هیل با نام‌های "شهر نقره‌ای"، "دشت غربی" و "پایتخت اوت‌بک" شناخته می‌شود. گرچه این شهر در ۱۱۰۰ کیلومتری شرق سیدنی و در منطقه‌ای نیمه بیابانی واقع شده، دارای پارک‌ها و باغ‌های فراوانی است و از جاذبه‌های آن مجسمه‌های صحرایی می‌باشد.